# Akihiko Hirata
Akihiko Hirata (平田昭彦 Hirata Akihiko?)  (16 de diciembre de 1927 - 25 de julio de 1984), nacido como Akihiko Onoda (野田昭彦 Onoda Akihiko?), fue un actor de cine japonés. Si bien Hirata protagonizó muchas películas (incluida la trilogía Samurai de Hiroshi Inagaki), es más conocido por su trabajo en el género kaiju, incluidas películas como King Kong vs. Godzilla, The Mysterians, Mechagodzilla no Gyakushū, Godzilla vs. Mechagodzilla, y su papel más famoso como el Dr. Daisuke Serizawa, el joven científico brillante pero perturbado en la Godzilla original, estrenada en 1954. Hirata estuvo casado con la popular actriz Yoshiko Kuga desde 1961 hasta su muerte. Murió después de una larga batalla contra el cáncer de pulmón en 1984, a los 56 años.

## Primeros años
Hirata nació en Seúl, Corea, en 1927, en una familia acomodada. Fue educado en la prestigiosa Escuela de Diseño de Interiores de la Universidad de Tokio. Antes de unirse a Shintoho como asistente de dirección (bajo su hermano mayor, Yoshiki Onoda), Hirata se mudó a la fotografía fija y finalmente se unió a Tōhō en 1953, bajo el programa "New Face" del estudio, lo que llevaría a su casting en Godzilla (aunque Hirata originalmente estaba destinado al papel de Ogata, finalmente fue interpretado Akira Takarada).

## Carrera
El debut cinematográfico de Hirata llegó en 1953, con Hoyo. Hirata continuaría interpretando a todo tipo de personajes, desde villanos hasta funcionarios del gobierno. Su rostro largo y rasgos intensos le han ganado al actor un seguimiento de culto. Aunque Hirata ganó fama duradera con su papel en Godzilla, el papel también lo encasilló, y el actor protagonizaría más de 20 otras películas de fantasía de ciencia ficción para Toho (entre ellas Bijo to Ekitai-ningen, Gorath y Nostradamus no Daiyogen), así como un importante papel recurrente en la serie original de Ultraman. Es de mencionar que tanto en su primera y última aparición en una película de Godzilla, Hirata interpretaría a científicos misteriosos y perturbados, ya que Hirata asumió el papel del trágico Dr. Mafune en Mechagodzilla no Gyakushū de 1975. 

## Muerte
Hirata murió en 1984. La asociación del actor con el género kaiju continuó hasta su muerte, ya que ayudó a anunciar la producción de Godzilla de 1984 en una conferencia de prensa en Tokio, pero desafortunadamente Hirata estaba demasiado enfermo para aparecer en la película, y el papel eventualmente iría a Yosuke Natsuki, que había aparecido junto a Hirata en San Daikaijū: Chikyū Saidai no Kessen en 1964. Hirata murió el 25 de julio de 1984, después de una larga batalla contra el cáncer de pulmón. 

## Filmografía seleccionada

### Películas
- Hoyo (1953)
- Hana no naka no musumetachi (1953)
- Tetsuwan namida ari  (1953)
- Samurai (1954) como Seijuro Yoshioka
- Godzilla (1954) como Dr. Daisuke Serizawa
- Tabiji (1955) como Horikoshi no Masakichi
- Samurai II (1955) como Seijūrō Yoshioka
- Samurai III (1956) como Seijūrō Yoshioka
- Rodan (1956) como profesor Kyouichiro Kashiwagi
- The Mysterians (1957) como Ryōichi Shiraishi
- Bijo to Ekitai-ningen (1958) como Inspector Tominaga
- Daikaijū Varan (1958) como Dr. Fujimura
- Sensuikan I-57 kofuku sezu (1959)
- Densō Ningen (1960) como detective Kobayashi
- Hawai Midway daikaikusen: Taiheiyo no arashi (1960) como oficial
- Ōsaka-jō Monogatari (1961) como Hayatonosho (Hayato) Susukida[3]
- Mothra (1961) como Doctor
- Sanjuro (1962) como Samurai
- Gorath (1962) como Spaceshop Otori [JX Eagle] Capitán Endo
- King Kong vs. Godzilla (1962) como Doctor Shigesawa
- Atragon (1963) como Mu Agent # 23
- San Daikaijū: Chikyū Saidai no Kessen (1964) como el detective jefe Okita
- Hyappatsu hyakuchu (1965) como Komori
- Ultra Q (1967) como Jefe Hanazawa
- Ultraman (1966) como profesor Iwamoto
- Gojira, Ebira, Mosura Nankai no Daikettō (1966) como Red Bamboo Captain Ryū
- Ultraseven (1967) como Oficial de Estado Mayor Yanagawa
- Kokusai himitsu keisatsu: Zettai zetsumei (1967) como Hombre con sombrero turco
- Kaijū-tō no Kessen Gojira no Musuko (1967) como Fujisaki
- Ido zero daisakusen (1969) como Dr. Sugata; Doctor en Latitud Cero
- Godzilla vs. Mechagodzilla (1974) como profesor Hideto Miyajima
- Nostradamus no Daiyogen (1974) como Científico Ambiental 1
- Godzilla vs. Mechagodzilla (1975) como Dr. Shinji Mafune
- Daitetsujin 17 (1977) como Capitán Gómez
- Wakusei Daisensō: The War in Space (1977) como Comandante Oishi, Fuerzas de Defensa de Japón
- 203 kochi (1980) como Gaishi Nagaoka
- Sayonara Jupiter (1984) como Doctor Inoue Ryutarou

### Televisión
- Onihei Hankachō (1975)